# Varmint
Varmint – broń myśliwska, rodzaj sztucera, nieco od niego cięższy. Służy on do uprawiania Varmintingu. Posiada grubszą i dłuższą lufę, w celu poprawienia skupienia. Broń ta zazwyczaj nie posiada fabrycznie zamontowanych mechanicznych przyrządów celowniczych. Varminty wyposaża się natomiast w celowniki optyczne, lunety. Charakteryzują się wysokim skupieniem, około 25 mm na 100 metrów. Sztucery varmintowe produkuje się głównie w kalibrze .223 Remington.
Broń ta wykorzystywana jest głównie do bardzo precyzyjnych strzelań sportowych i myśliwskich, rzadziej - ze względu na większą masę - do polowań.
Poniżej lista producentów i modeli tego typu broni:
- Anschutz
- Brown
- CZ czeskie varminty
- Christensen varmint
- H-S Precision
- Keppeler
- Kimber Model 84M
- Mauser M03 Match
- Merkel KR1 Contest
- R93 Varmint i R93 Jagdmatch
- Remington 700 VLS
- Remington Model XR-100 Rangemaster
- Robar
- Rossi Pomba Rifle Varmint kontra CZ 527 Varmint i IŻ-18 MN
- Ruger Varmint
- Sabatti Varmint Custom
- Sako 75 Varmint
- Sauer 202 Jagdmatch i Target
- Savage 12 FV
- Savage 12 Long Range Precision Varminter
- Savage 12 VSS
- SHR 970 Match
- Steyr Pro-Hunter HB i Elite
- Tikka T 3 Varmint
- Weatherby Varmint
- Weihrauch HW-66
- WIEPR SUPER
- Winchester STEALTH II